# Västerstads kyrkby
Västerstads kyrkby är kyrkbyn i Västerstads socken och en småort i Hörby kommun, Skåne län.
Här ligger Västerstads kyrka. I Västerstads kyrkby finns även Västerstad kyrkoruin, som renoverats på femtiotalet. Här ligger även Västerstads herrgård, Västerstads Säteri.
Prästen Peter Wieselgren grundade en nykterhetsförening i Västerstad 1837.